# Matemáticas del Planeta Tierra 2013
Matemáticas del Planeta Tierra 2013 (MPE2013) es una iniciativa patronizado por UNESCO y con la participación de más de 100 organizaciones, universidades, organismos gubernamentales de todo el mundo. Está respaldada por la International Council of Science (ICSU), la International Mathematical Union (IMU) y el International Council of Industrial and Applied Mathematics (ICIAM).